# Пасічник Олег Вікторович
Оле́г Ві́кторович Па́січник (нар. 1 березня 1990) — український військовий льотчик Су-24, капітан Збройних сил України, учасник російсько-української війни. Герой України (2022).

## Життєпис
Проходить службу в 7-й бригаді тактичної авіації.
Під час російського вторгнення в Україну виконав спеціальне завдання у квітні 2022 року.

## Нагороди
- звання Герой України з врученням ордена «Золота Зірка» (2022) — за особисту мужність і героїзм, виявлені у захисті державного суверенітету та територіальної цілісності України, вірність військовій присязі[2].